# Siemion Aloszyn
Siemion Michiejewicz Aloszyn (ros. Семён Михе́евич Алёшин, ur. 9 stycznia?/22 stycznia 1911 we wsi Woroncowka w obwodzie tambowskim, zm. 12 lipca 1942 w obwodzie leningradzkim) – radziecki lotnik wojskowy, kapitan, Bohater Związku Radzieckiego (1943).

## Życiorys
Skończył niepełną szkołę średnią i szkołę zawodową, pracował jako ślusarz, od 1932 służył w Armii Czerwonej, skończył Kaczyńską Wyższą Wojskową Szkołę dla Pilotów. Brał udział w agresji ZSRR na Polskę we wrześniu 1939 i w wojnie z Finlandią, po ataku Niemiec na ZSRR walczył na Froncie Leningradzkim. Wykonał 117 lotów bojowych, w tym 88 nocnych. Był dowódcą klucza 44 pułku lotnictwa bombowego w stopniu kapitana. 12 lipca 1942, gdy wykonywał zadanie zniszczenia baterii artyleryjskiej, jego samolot zapalił się, po czym Aloszyn skierował swoją maszynę na działo artyleryjskie wroga i rozbił o nią, ginąc przy tym. Uchwałą Prezydium Rady Najwyższej ZSRR z 10 lutego 1943 pośmiertnie otrzymał tytuł Bohatera Związku Radzieckiego. Był odznaczony dwoma Orderami Lenina.